# Esforço de compressão

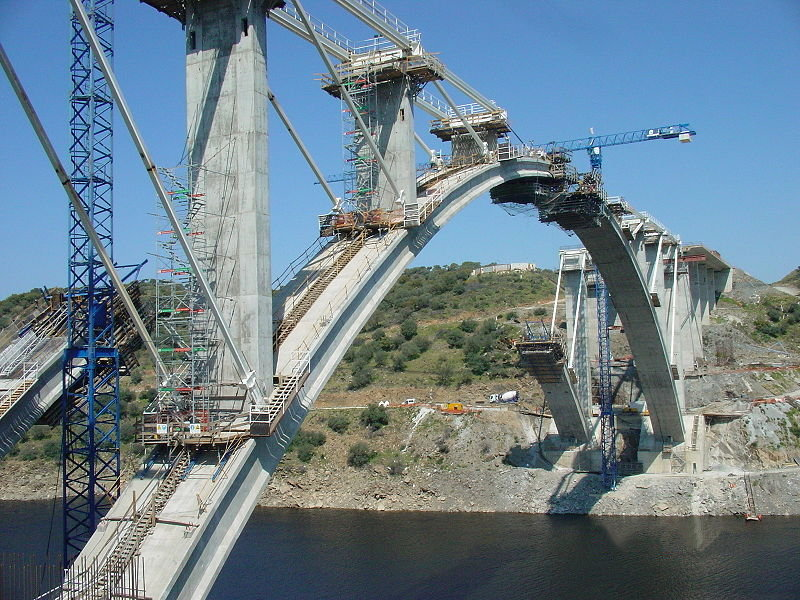
O concreto é um material que como outros materiais cerâmicos resiste bem à compressão, mas não tanto em tração.

O esforço de compressão é a resultante das tensões ou pressões que existe dentro de um sólido deformável ou meio contínuo, caracterizada porque tende a uma redução de volume ou um encurtamento em determinada direção.

## Introdução
Em geral, quando se submete um material a um conjunto de forças se produz tanto flexão, como cisalhamento ou torsão, todos estes esforços conduzem a aparição de tensões tanto de tração como de compressão. Ainda que em engenharia se distinga entre o esforço de compressão (axial) e as tensões de compressão.
Em um prisma mecânico o esforço de compressão pode ser simplesmente a força resultante que atua sobre uma determinada seção transversal ao eixo baricêntrico de tal prisma, ou que tem o efeito de encurtar a peça na direção do eixo baricêntrico. As peças prismáticas submetidas a um esforço de compressão considerável são suscetíveis de experimentar flambagem flexional, pelo que seu correto dimensionamento requer examinar tal tipo de não linearidade geométrica.

## Ensaio
Os ensaios praticados para medir o esforço de compressão são contrários aos aplicados ao de tração, com respeito ao sentido da força aplicada. Tem várias limitações:
- Dificuldade de aplicar uma carga concêntrica ou axial, sem que apareça flambagem.
- Um corpo de prova de seção circular é preferível a outras formas.

O ensaio se realiza em materiais:
- Duros.
- Semiduros.
- Brandos.

## Materiais cerâmicos.
Os materiais cerâmicos, tem a propriedade de ter uma temperatura de fusão e resistência muito elevada. Assim mesmo, seu módulo de Young (pendente até o limite elástico que se forma em um ensaio de tração) é muito baixo, o que gera uma maior fragilidade.